# Donja Koprivna
Pour les articles homonymes, voir Koprivna.
Donja Koprivna (en cyrillique : Доња Копривна) est un village de Bosnie-Herzégovine. Il est situé dans la municipalité de Cazin, dans le canton d'Una-Sana et dans la fédération de Bosnie-et-Herzégovine. Selon les premiers résultats du recensement bosnien de 2013, il compte 1 338 habitants.

## Démographie

### Évolution historique de la population
| 1948 | 1953 | 1961 | 1971 | 1981 | 1991  | 2013  |
| ---- | ---- | ---- | ---- | ---- | ----- | ----- |
| -    | -    | 999  | 733  | 919  | 1 007 | 1 338 |

|  |

### Communauté locale
En 1991, la communauté locale de Donja Koprivna comptait 1 580 habitants, répartis de la manière suivante :